# Беда, Георгий Васильевич
Георгий Васильевич Беда (1924, ст. Ольгинская — 1992, Краснодар) — советский и российский художник-педагог, доктор педагогических наук, профессор.

## Биография
Георгий Васильевич Беда родился 15 февраля 1924 г. в станице Ольгинская Краснодарского края.
В 1949 г. окончил Московский городской пединститут имени В. П. Потемкина и получил диплом художника-педагога. Его преподаватель Е. М. Чепцов, окончивший Императорскую академию художеств, заложил академическую базу художника и его приверженность к реализму в творчестве.
В 1949—1952 гг.— аспирант кафедры истории преподавания рисунка и живописи Московского педагогического института.
С 1953 г. — ассистент кафедры архитектуры НПИ и по совместительству научный сотрудник Музея истории донского казачества.
С 1955 г. — кандидат педагогических наук (тема «Элементы живописи в школе», Москва, 1954).
С 1972 г. — доктор педагогических наук (тема «Живопись как учебный предмет: проблемы теории и методики преподавания», Москва, 1971).
Работая в Новочеркасском политехническом институте, восстановил работу и деятельность изостудии, которая была основана известным донским живописцем И. И. Крыловым. В 1956 году по инициативе Г. В. Беды состоялась первая художественная городская выставка, которая стала проводиться ежегодно.
С 1958 г. — доцент кафедры архитектуры НПИ и руководитель курсов усовершенствования учителей рисования школ Новочеркасска.
В августе 1959 г. стал научным руководителем и заведующим кафедрой живописи художественно-графического факультета Кубанского государственного университета.
Умер в 1992 году в Краснодаре.

## Творчество
Совместно с Г. У. Кравченко, художником-педагогом, выдающимся портретистом и мастером пейзажа, Г. В. Беда провел серию экспериментов по изучению влияния на цветовой строй натуры состояний освещения. Г. В. Беда использовал различное освещение, например подсветку обычной лампой накаливания, зеленой лампой, имитирующей лунный свет, а также естественное дневное освещение, что давало различие в общем тоне и цвете. В своём учебнике «Живопись» Г. В. Беда приводит этюды экспериментальной серии изображений одного и того же натюрморта.
Разработал методику работы над длительными постановками, ввел основные принципы построения учебного процесса в изобразительной деятельности.

## Избранная библиография
Автор ряда учебных пособий по теории и методике обучения изобразительному искусству, в которых рассматривает вопросы профессиональной и творческой практики живописи, обучения реалистическому изобразительному искусству.
- «Тоновые и цветовые отношения в живописи» (М. «Советский художник», 1964)
- «Цветовые отношения и колорит: введение в теорию живописи» (Министерство просвещения РСФСР, Краснодарский государственный педагогический институт, Краснодар, Книжное издательство, 1967)
- «Живопись: В помощь начинающим и самодеятельным художникам» (М. Искусство, 1971)
- «Живопись и её изобразительные средства» (М. «Просвещение», 1977)
- «Основы изобразительной грамоты: рисунок, живопись, композиция» (М. «Просвещение», 1981; М. АРТ-образ, 2021)
- «Введение в теорию живописи» (1987)